# 第34回ゴールデンラズベリー賞
第34回ゴールデンラズベリー賞は、2013年の映画で最低の作品に贈られる賞である。2014年1月15日にノミネートが発表され、同年3月1日に受賞結果が発表された。今回設置された最低スクリーンコンボ賞のノミネートはRotten Tomatoes上での一般投票により選ばれた。プレノミネーション投票用紙は2013年12月26日に明かされた。

## ノミネート一覧
太字が受賞である。
| 部門 | 候補 |
| --- | ---- |
| 最低作品賞 |      |
| 『ムービー43』（レラティビティ・メディア） |      |
| 『アフター・アース』（コロンビア ピクチャーズ） |      |
| 『アダルトボーイズ遊遊白書』（コロンビア映画） |      |
| 『ローン・レンジャー』（ディズニー） |      |
| 『タイラー・ペリーのマディアおばさんのメリークリスマス』 （ライオンズゲート） |      |
| 最低主演男優賞 |      |
| ジェイデン・スミス - 『アフター・アース』 |      |
| ジョニー・デップ - 『ローン・レンジャー』 |      |
| アシュトン・カッチャー - 『スティーブ・ジョブズ』 |      |
| アダム・サンドラー - 『アダルトボーイズ遊遊白書』 |      |
| シルヴェスター・スタローン - 『バレット』、『大脱出』、『リベンジ・マッチ』 |      |
| 最低主演女優賞 |      |
| タイラー・ペリー - 『タイラー・ペリーのマディアおばさんのメリークリスマス』 |      |
| ハル・ベリー - 『ザ・コール 緊急通報指令室』、『ムービー43』 |      |
| セレーナ・ゴメス - 『ゲッタウェイ スーパースネーク』 |      |
| リンジー・ローハン - 『ザ・ハリウッド』 |      |
| ナオミ・ワッツ - 『ダイアナ』、『ムービー43』 |      |
| 最低助演男優賞 |      |
| ウィル・スミス - 『アフター・アース』 |      |
| クリス・ブラウン - 『バトル・オブ・ザ・イヤー ダンス世界決戦』 |      |
| ラリー・ザ・ケーブル・ガイ - 『タイラー・ペリーのマディアおばさんのメリークリスマス』 |      |
| テイラー・ロートナー - 『アダルトボーイズ遊遊白書』 |      |
| ニック・スウォードソン - 『アダルトボーイズ遊遊白書』、A Haunted House |      |
| 最低助演女優賞 |      |
| キム・カーダシアン - Temptation: Confessions of a Marriage Counselor |      |
| サルマ・ハエック - 『アダルトボーイズ遊遊白書』 |      |
| キャサリン・ハイグル - 『グリフィン家のウエディングノート』 |      |
| レディー・ガガ - 『マチェーテ・キルズ』 |      |
| リンジー・ローハン - InAPPropriate Comedy、『最終絶叫計画5』 |      |
| 最低スクリーンコンボ賞 |      |
| ジェイデン・スミスとウィル・スミス - 『アフター・アース』 |      |
| 『アダルトボーイズ遊遊白書』の全キャスト |      |
| 『ムービー43』の全キャスト |      |
| リンジー・ローハンとチャーリー・シーン - 『最終絶叫計画5』 |      |
| タイラー・ペリーとラリー・ザ・ケーブル・ガイ、またはその古臭いウィッグとドレス - 『タイラー・ペリーのマディアおばさんのメリークリスマス』 |      |
| 最低前日譚・リメイク・盗作・続編賞 |      |
| 『ローン・レンジャー』 |      |
| 『アダルトボーイズ遊遊白書』 |      |
| 『ハングオーバー!!! 最後の反省会』 |      |
| 『最終絶叫計画5』 |      |
| 『スマーフ2 アイドル救出大作戦!』 |      |
| 最低監督賞 |      |
| 『ムービー43』を監督した13人（エリザベス・バンクス & スティーヴン・ブリル & スティーヴ・カー & ラスティ・カンデッフ & ジェームズ・ダフィ & グリフィン・ダン & ピーター・ファレリー & パトリック・フォーシュベリ & ウィル・グレアム & ジェームズ・ガン & ボブ・オデンカーク & ブレット・ラトナー & ジョナサン・ヴァン・タルケン） |      |
| ゴア・ヴァービンスキー - 『ローン・レンジャー』 |      |
| デニス・デューガン - 『アダルトボーイズ遊遊白書』 |      |
| タイラー・ペリー - 『タイラー・ペリーのマディアおばさんのメリークリスマス』、Temptation: Confessions of a Marriage Counselor |      |
| M・ナイト・シャマラン - 『アフター・アース』 |      |
| 最低脚本賞 |      |
| 19人の「脚本家」によって書かれた『ムービー43』（スティーヴ・バーカー & リッキー・ブリット & ウィル・カーラフ & トビアス・カールソン & ジェイコブ・フライシャー & パトリック・フォーシュベリ & ウィル・グレアム & ジェームズ・ガン & クロース・カイルストレム & ジャック・クコダ & ボブ・オデンカーク & ビル・オマリー & マシュー・ポーテノイ & グレッグ・プリティキン & ロッキー・ルッソ & オッレ・サッリ & エリザベス・シャピロ & ジェレミー・ソセンコ & ジョナサン・ヴァン・タルケン & ジョナス・ウィッテンマーク） |      |
| 『アフター・アース』 - 脚本: M・ナイト・シャマラン & ゲイリー・ウィッタ、原案: ウィル・スミス |      |
| 『アダルトボーイズ遊遊白書』 - アダム・サンドラー & ティム・ハーリヒー & フレッド・ウルフ |      |
| 『ローン・レンジャー』 - 脚本・原案: ジャスティン・ヘイス & テッド・エリオット & テリー・ロッシオ |      |
| 『タイラー・ペリーのマディアおばさんのメリークリスマス』 - タイラー・ペリー |      |